# NGC 7556
NGC 7556 (другие обозначения — PGC 70855, MCG -1-59-9) — галактика в созвездии Рыбы.
Этот объект входит в число перечисленных в оригинальной редакции «Нового общего каталога».